# Convoi HXF 12
Le convoi HXF 12 est un convoi rapide passant dans l'Atlantique nord, pendant la Seconde Guerre mondiale. Il part de Halifax au Canada le 10 décembre 1939 en direction de différents ports du Royaume-Uni et à Dunkerque. Il arrive le 24 décembre 1939.

## Composition du convoi
Ce convoi est constitué de 9 navires britanniques :
- Royaume-Uni : Gracia, Manchester Commerce, Explorer, San Delfino, Akaroa, Regent Lion, Cairnross, San Cipriano, Bassano

## Escorte
Ce convoi est escorté par :
- les destroyers canadiens NCSM Skeena du 10/12 au 12/12
- le Croiseur auxiliaire britannique : HMS Alaunia (en)
- le sous-marin français : Achille
- le destroyer britannique HMS Walker (en) - du 23/12 au 24/12

## Voyage
Parti le 10 décembre, le convoi arrive avec une vitesse moyenne de 11 nœuds le 24 décembre à Liverpool.